# Nhà thờ Tin lành ở Spišské Podhradie
Nhà thờ Tin lành ở Spišské Podhradie (tiếng Slovakia: Evanjelický kostol v Spišské Podhradie) là một nhà thờ Tin lành được xây dựng theo phong cách kiến trúc Cổ điển, tọa lạc trên Quảng trường Mariánské ở trung tâm thành phố Spišské Podhradie, vùng Prešov, Slovakia. Vào ngày 15 tháng 10 năm 1963, nhà thờ Tin lành ở Spišské Podhradie được ghi danh vào Danh sách Di tích Trung ương theo quyết định của Bộ Văn hóa Cộng hòa Slovakia. Cùng năm, theo Nghị quyết của Chủ tịch Hội đồng Quốc gia Slovakia, nhà thờ được công nhận là di tích văn hóa quốc gia.

## Lịch sử
Nhà thờ Tin lành ở Spišské Podhradie được xây dựng vào cuối thế kỷ 18 - đầu thế kỷ 19, cụ thể là từ năm 1799 đến năm 1808. Nhà thờ là một tòa nhà một gian theo trường phái Cổ điển. Ban đầu, nhà thờ không có tháp chuông. Tòa tháp chuông được xây thêm vào nhà thờ trong giai đoạn 1829 - 1832. Một trận hỏa hoạn xảy ra vào năm 1856 đã khiến nhà thờ bị hư hại. Mãi đến năm 1871 - 1872 nhà thờ mới được cải tạo. Nội thất của nhà thờ được trùng tu vào năm 1889. Bục giảng, phòng rửa tội và bàn thờ bên trong nhà thờ có niên đại vào thế kỷ 19.